# Репертуар Саратовского театра драмы
Репертуар Саратовского академического театра драмы имени И. А. Слонова с момента создания до настоящего времени.

## XX век

### 1930-е
Сезон 1930—1931 гг.
- «Вьюга» М. Шимкевича. Постановка Л. Лазарева
- «Ледолом» по К. Я. Горбунову Н. Крашенниникова. Постановка Л. Дашковского
- «Первая Конная» Всеволода Вишневского. Постановка Л. Лазарева
- «Сенсация» Бен Хекта. Постановка Л. Лазарева
- «Ревизор» Н. В. Гоголя. Постановка И. А. Слонова
- «Командные высоты» И. Фадеева. Постановка Л. Дашковского
- «Клеш задумчивый» И. Львова. Постановка Н. Верховского
- «Светите звёзды» И. Микитенко. Постановка Л. Лазарева
- «Междубурье» Д. И. Курдина. Постановка Л. Лазарева
- «Земля» Д. Щеглова. Постановка Л. Дашковского
- «Человек с портфелем» А. Файко. Постановка Л. Лазарева
- «Мещанин во дворянстве» Мольера. Постановка Л. Дашковского

- 1935 — «Платон Кречет» А. Корнейчука (премьера 10 сентября). Постановка А. В. Тункель, художник В. С. Никитин[1]
- 1935 — «Ваграмова ночь» Леонид Первомайский (премьера 5 ноября). Постановка К. К. Тверского, художник А. П. Рогожин[1]
- 1935 — «Лес» А. Н. Островского (премьера 21 декабря). Постановка И. А. Слонова, художник В. С. Никитин[1]
- 1935 — «Трус» А. Крона (премьера 30 декабря). Постановка А. В. Тункель, художник Т. Д. Лерман[1]
- 1936 — «Жизнь зовёт» Билль-Белоцерковского (премьера 5 января). Постановка И. А. Слонова, художник Г. П. Захаров[1]
- 1936 — «Скупой» Мольера (премьера 30 января). Постановка студентки ГИТИСа Г. С. Чесалиной, художественное оформление Г. С. Чесалиной и А. П. Рогожина[1]
- 1936 — «Далёкое» А. Н. Афиногенова (премьера 11 февраля). Постановка Г. Н. Несмелова, художник В. С. Никитин[1]
- 1936 — «Дорога цветов» В. Катаева (премьера 2 марта). Постановка Г. М. Терехова, художник А. П. Рогожин[1]
- 1936 — «Отелло» Шекспира (премьера 10 марта). Постановка К. К. Тверского, художник Вячеслав Иванов[1]
- 1936 — «Живой труп» Л. Н. Толстого (премьера 23 апреля). Постановка И. А. Слонова, художник Т. Д. Лерман[1]
- 1936 — «Слава» В. Гусева (премьера на гастролях в Новороссийске с мая по июль 1936 года, премьера в Саратове 21 октября). Постановка А. В. Тункель, художник В. С. Никитин[1]
- 1939 — «Горе от ума» А. С. Грибоедова (премьера 10 сентября). Постановка И. А. Слонова, режиссёр Н. П. Николаевский, художник Н. Н. Медовщиков[1]
- 1939 — «Чернышевский» пьеса В. Смирнова-Ульяновского и Б. Наихина (премьера 29 октября). Режиссёр В. А. Дарвишев, художник В. К. Шаблиовский[1]
- 1939 — «Ленин» А. Каплер, Т. Златогорова (премьера 6 ноября). Постановка Л. Ф. Дашковский, режиссёр Наталья Сац, художник В. К. Шаблиовский[1]
- 1939 — «Заговор» Н. Е. Вирты (премьера 27 декабря). Режиссёр Н. П. Николаевский, художник В. К. Шаблиовский[1]

### 1940-е
- 1940 — «Школа злословия» Ричарда Шеридана (премьера 28 января). Режиссёр Наталья Сац, художник С. Н. Архангельский[1]
- 1940 — «Падь Серебряная» Н. Погодина (премьера 17 апреля). Режиссёр Л. Ф. Дашковский, художник И. С. Писарев[1]
- 1940 — «Сады цветут» В. З. Масс и Н. Куличенко (премьера 23 мая). Режиссёр Н. П. Николаевский, художник И. С. Писарев[1]
- 1944 — «Бесприданница» А. Н. Островского (премьера 19 января). Постановка Андрея Ефремова, художник В. В. Кисимов
- 1944 — «Мещане» М. Горького (премьера 4 октября). Постановка П. П. Васильева, художник В. В. Голубович
- 1945 — «Последняя жертва» А. Н. Островского (премьера 20 ноября). Постановка Андрея Ефремова, художник В. К. Шаблиовский
- 1946 — «На дне» М. Горького. Постановка Андрея Ефремова, сорежиссёр Павел Карганов, художник А. А. Арапов[2]
- 1946 — «За тех, кто в море» Бориса Лавренёва. Постановка Андрея Ефремова, режиссёр В. К. Данилов, художник Е. К. Шаблиовский[2]
- 1948 — «Московский характер» Анатолия Софронова (премьера — первая декада августа). Постановка Алексея Грипича, художник И. С. Писарев
- 1949 — «Лес» А. Н. Островского (премьера 26 марта). Постановка Алексея Грипича, художник И. С. Писарев
- 1949 — «Заговор обречённых» Н. Е. Вирты (премьера 9 мая). Постановка В. Н. Оглоблина, художник В. Л. Цыбин[3][4].

### 1950-е
- 1952 — «Свадьба с приданым» Н. М. Дьяконова (премьера 28 июня). Режиссёр Р. М. Тер-Захарова, художник О. И. Уразов[1]
- 1952 — «Иначе жить нельзя» А. В. Софронова (премьера 30 июля). Режиссёры В. А. Менчинский и К. Д. Миленко, художник В. В. Тележинский[1]
- 1952 — «Сын отечества» В. Смирнова-Ульяновского (премьера 29 октября). Режиссёр В. А. Менчинский, художник В. В. Тележинский[1]
- 1954 — «Годы странствий» А. Н. Арбузова. Режиссёр Н. А. Бондарев, художник Н. А. Мацедонский[2]
- 1957 — «Оптимистическая трагедия» Всеволода Вишневского[5].
- 1958 — «Живой труп» Л. Н. Толстого (премьера 14 мая). Постановка М. М. Ляшенко, режиссёр-ассистент Я. А. Рубин, художник Н. Б. Глинский, танцы поставлены А. А. Петровой
- 1958 — «Маленькая студентка» Н. Ф. Погодина. Режиссёр Д. А. Лядов, художник Н. Б. Глинский[2]
- 1959 — «Антоний и Клеопатра» Шекспира. Режиссёры: Н. А. Бондарев и Д. А. Лядов, художник А. З. Аредаков. Антоний — Г. И. Сальников, Клеопатра — Л. В. Шутова, Цезарь — Д. А. Лядов, Лепид — А. Г. Василевский, Энобарб — А. А. Колобаев[6]

### 1960-е
- 1960 — «Барабанщица» А. Д. Салынского. Режиссёр Д. А. Лядов, художник А. З. Аредаков[2]
- 1960 — «Дамоклов меч» Назыма Хикмета. Режиссёр Н. А. Бондарев, Я. А. Рубин, художник Н. Б. Глинский[2]
- 1961 — «Орфей спускается в ад» Теннесси Уильямса. Режиссёр Н. А. Бондарев, художник А. З. Аредаков[2]
- 1962 — «Четверо под одной крышей» лирическая комедия М. Смирнова и М. Крайндель (премьера 23 января). Постановка Якова Рубина, художник В. С. Фёдоров, музыка Р. Р. Левитана.
- 1962 — «Украденное счастье» Ивана Франко (премьера 13 февраля). Постановка Дмитрия Лядова, художник А. З. Аредаков, музыкальное оформление Р. Р. Левитана, постановка танцев А. А. Петровой.
- 1962 — «В старой Москве» Веры Пановой. Режиссёр Ю. А. Альховский, художник А. З. Аредаков[2]
- 1964 — «104 страницы про любовь» Эдварда Радзинского. Режиссёр Ю. А. Сергеев, художник А. Д. Понсов[2]
- 1964 — «Безумный день, или Женитьба Фигаро» Бомарше. Режиссёр Д. А. Лядов, художник А. З. Аредаков[2]
- 1965 — «Мой бедный Марат» А. Н. Арбузова. Режиссёр Д. А. Лядов, художник Ю. В. Доломанов[2]
- 1966 — «Затейник» В. С. Розова. Режиссёр Д. А. Лядов, художник Ю. В. Доломанов[2]

### 1970-е
- 1974 — «Лисички» Лилиан Хелман (премьера 29 ноября). Постановка Александра Дзекуна, художник Станислав Шавловский
- 1977 — «Ужасные родители» Жан Кокто (премьера 7 декабря). Постановка Александра Дзекуна Художник Станислав Шавловский
- 1979 — «Гекуба» Еврипида (премьера 29 июля). Постановка Александра Дзекуна, художник Станислав Шавловский

### 1980-е
- 1982 — «Картина» по одноимённому роману Даниила Гранина. Постановка Александра Дзекуна художник Станислав Шавловский.[7]
- 1982 — «Макбет» Шекспир (премьера 24 декабря). Постановка Александра Дзекуна, художник Станислав Шавловский[8]
- 1983 — «Ревизор» Н. В. Гоголя (премьера 30 августа). Постановка Александра Дзекуна, художник Евгений Иванов[8]
- 1984 — «Последняя война». Постановка Александра Дзекуна
- 1984 — «Чудаки» Максим Горький (премьера 22 марта). Постановка Александра Дзекуна
- 1984 — «Зойкина квартира» М. А. Булгакова (премьера 10 мая). Постановка Александра Дзекуна
- 1984 — «Жили-были мать да дочь» Фёдора Абрамова (премьера 17 октября). Постановка Александра Дзекуна
- 1984 — «Зинуля». Постановка Александра Дзекуна
- 1984 — «Великолепный рогоносец» Фернана Кроммелинка (премьера 28 декабря). Постановка Александра Дзекуна
- 1986 — «Оптимистическая трагедия» Всеволод Вишневский (премьера 11 января). Постановка Александра Дзекуна
- 1986 — «Жанна» Александр Галин. Постановка Михаила Кочеткова
- 1986 — «Мастер и Маргарита» М. А. Булгакова (премьера 22-23 ноября, спектакль шёл два вечера подряд). Постановка Александра Дзекуна, художники Александр Дзекун и Сергей Болдырев[8]
- 1987 — «14 красных избушек» А. П. Платонова (премьера 14 мая). Постановка Александра Дзекуна, художник Евгений Иванов[8]
- 1988 — «Багровый остров» Михаил Булгаков (премьера 16 апреля). Постановка и сценография Александра Дзекуна[8]
- 1988 — «Огонёк в степи» Евгения Шорникова (премьера 1 июня). Постановка Александра Дзекуна
- 1989 — «Фортуна» Марины Цветаевой (премьера 11 февраля). Постановка Александра Дзекуна, художник Андрей Сергеев[8]
- «Священные чудовища» Жана Кокто. Постановка (?), художник Марина Азизян[9]

### 1990-е
- 1990 — «Христос и мы» по роману Андрея Платонова «Чевенгур» (премьера 31 января). Инсценировка, постановка и сценография Александра Дзекуна[8]
- 1990 — «Опасные связи» Шодерло де Лакло. Постановка Александра Дзекуна
- 1991 — «Белая гвардия» Михаил Булгаков, (премьера 26 апреля). Постановка Александра Дзекуна, инсценировка Александра Дзекуна и Ольги Харитоновой, художник Александр Опарин[8]
- 1992 — «Додо» Клайв Пэтон (премьера 21 апреля). Постановка Александра Дзекуна, художник Александр Опарин[8]
- 1992 — «Торо» Клайв Пэтон (премьера 23 октября). Постановка Александра Дзекуна, художник Александр Опарин[8]
- 1993 — «Виват, Виктор» Роже Витрак (премьера 27 апреля). Постановка Александра Дзекуна, художник Александр Опарин[8]
- 1993 — «Чайка» А. П. Чехова (премьера 10 ноября). Постановка Александра Дзекуна, художник Александр Опарин[8]
- 1994 — «Собачий вальс» Леонида Андреева (пьеса 8 апреля). Постановка и сценография Александра Дзекуна[8][10]
- 1994 — «Крематор» Ладислава Фукса. Постановка Александра Дзекуна
- 1994 — «Аркадия» Тома Стоппарда (2 декабря). Постановка Александра Дзекуна, сценография Михаила Гаврюшова[8]
- 1995 — «Тайбеле и её демон» Исаака Зингера (премьера 25 марта). Постановка Александра Дзекуна, сцнография Александра Дзекуна и Михаила Гаврюшова[8]
- 1995 — «Брат Чичиков» Нины Садур (премьера 21 сентября). Постановка Александра Дзекуна[8]
- 1997 — «Новый американец» Марьямов А. по С. Довлатову. Постановка Петра Штейна, сценография Борис Краснов, музыкальное оформление Феликс Аронс[11]
- «Путешествие дилетантов» Б. Окуджавы. Постановка Александра Дзекуна
- «За зеркалом» Елены Греминой. Постановка Александра Дзекуна
- 1998 — «Берендей» по произведениям Венедикта Ерофеева, Сергея Носова, Алексея Слаповского, Виктора Пелевина, Дмитрия Пригова, Ксении Драгунской. Режиссёр: Антон Кузнецов

## XXI век

### 2000-е

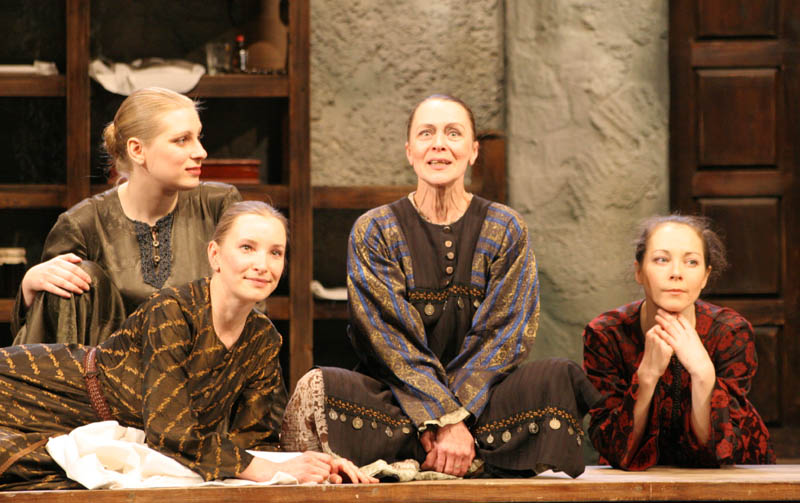
«Дом Бернарды Альбы». Актрисы Д. А. Родимова, А. И. Зыкина, Е. В. Торгашова, Т. И. Родионова

- 2006 — «Квартет» Рональда Харвуда (премьера 15 апреля). Постановка Вадима Горбунова, художник Ю. М. Наместников
- 2006 — «Дом Бернарды Альбы» Федерико Лорка (премьера 13 мая)[12]. Постановка Марины Глуховской, художник Ольга Верёвкина, хореограф Алексей Зыков
- 2006 — «Ночь ошибок» Оливер Голсдсмит (премьера 6 июля). Постановка Р. И. Белякова, художник Ю. М. Наместников
- 2006 — «Трамвай „Желание“» Теннеси Уильямса (премьера 14 октября). Постановка Марины Глуховской, художник Ольга Верёвкина, хореограф Алексей Зыков[13]
- 2006 — «Кукушкины слёзы» А. Н. Толстого (премьера 14 декабря). Постановка Александра Плетнева, художник-постановщик К. В. Пискунов, художник по костюмам Ю. М. Наместников
- 2007 — «Валентинов день» Ивана Вырыпаева (премьера 7 марта). Постановка и художественное оформление Виктора Рыжакова
- 2007 — «Сиротливый запад» Мартина МакДонаха (премьера 4 апреля). Постановка Антона Коваленко, художник Николай Слободяник
- 2007 — «Преступление и наказание» Ф. М. Достоевского (премьера 5 июня). Постановка Марины Глуховской, художник Ольга Верёвкина
- 2007 — «Немного о лете» Екатерины Ткачёвой (премьера 15 декабря). Постановка Марины Глуховской, художник Ольга Герр[14]
- 2008 — «Гамлет» Шекспира (премьера 19 апреля). Постановка Марины Глуховской, художник Ольга Герр[15]
- 2008 — «Лучшие дни нашей жизни» У. Сарояна. Режиссёр: Александр Плетнёв
- 2008 — «Записки сумасшедшего» Н. В. Гоголя (премьера 3 октября). Постановка Антона Коваленко, художник Николай Слободяник
- 2009 — «Сердечные тайны» по пьесе Бет Хенли «Преступления сердца», лирическая комедия в 3-х действиях (премьера 14 марта). Режиссёр-постановщик Сергей Стеблюк, художник-постановщик Ольга Герр

### 2010-й и далее

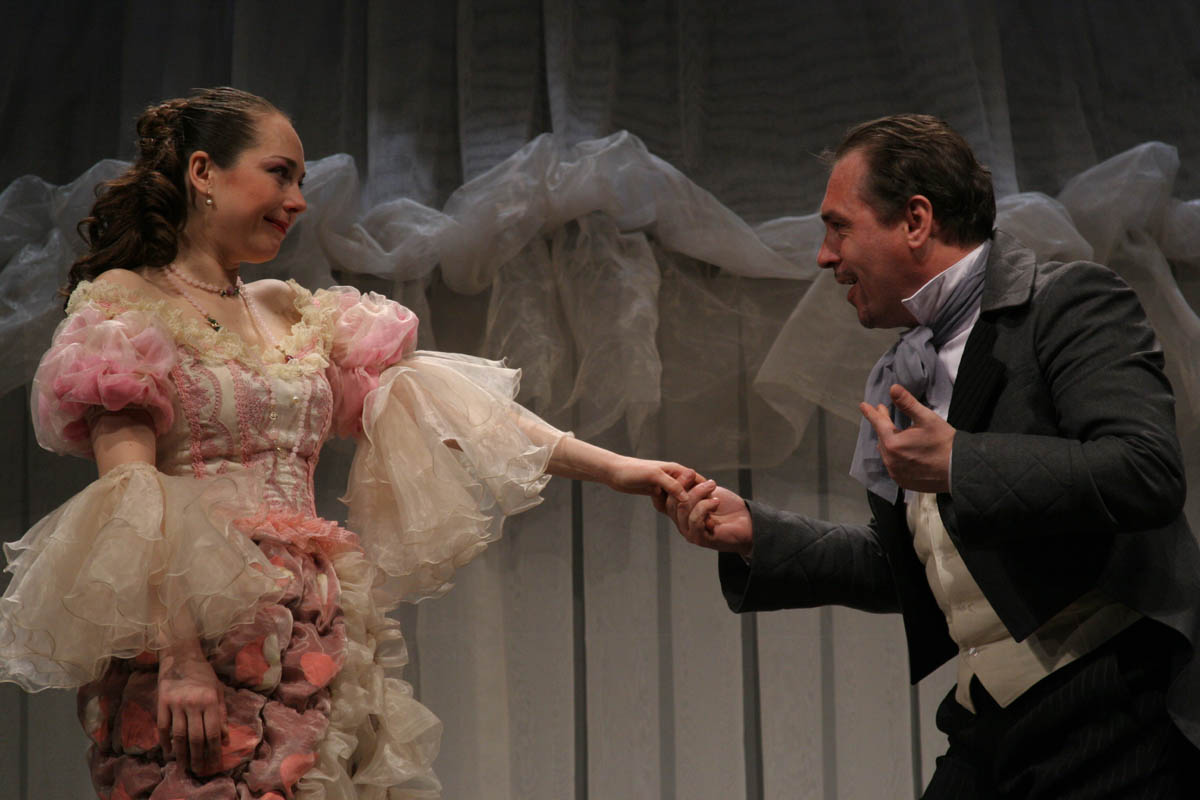
«Женитьба». Агафья Тихоновна (Татьяна Родионова) и Подколесин (Игорь Баголей)

- 2010 — «Женитьба» Н. В. Гоголя (премьера 23 апреля). Постановка Антона Коваленко, художник Николай Слободяник
- 2010 — «Чайка» А. П. Чехова (премьера 17 сентября). Постановка Сергея Стеблюка, художник Ольга Герр
- «Город ангелов» Игоря Игнатова, постановка Даниила Безносова, премьера 26 октября 2010
- «Паника. Мужчины на грани нервного срыва» Мика Мюллюахо, постановка Юрия Алесина, премьера 19 ноября 2010
- «Сказка про Щелкунчика и мышиного короля» по сказке Гофмана, постановка Антона Коваленко, премьера 25 декабря 2010
- «Целуй меня, Кэт!» Кола Портера, постановка Риммы Беляковой, премьера 31 декабря 2010
- «Звёзды на утреннем небе» А. Галина, постановка Любови Баголей, премьера 25 февраля 2011 года
- 2011 — «Софья Петровна» — драма, инсценировка по мотивам повести Л. К. Чуковской. Режиссёр-постановщик Марина Глуховская, художник-постановщик Юрий Наместников, премьера 7 октября 2011 года